# General-Seyni-Kountché-Stadion
Das General-Seyni-Kountché-Stadion (französisch Stade Général Seyni Kountché) ist ein Fußballstadion mit Leichtathletikanlage in der nigrischen Hauptstadt Niamey.

## Lage und Infrastruktur
Das General-Seyni-Kountché-Stadion befindet sich am Boulevard du Zarmaganda im Osten des Arrondissements Niamey I. Es ist das Heimstadion der nigrischen Fußballnationalmannschaft und der Fußballvereine Sahel SC, Olympic FC de Niamey, Zumunta AC und JS du Ténéré. Das 35.000 Plätze umfassende Stadion ist der Teil eines größeren Areals, das für verschiedene Sportarten genutzt wird.

## Geschichte
Das General-Seyni-Kountché-Stadion wurde an Stelle des 1987 abgerissenen Stade du 29 Juillet errichtet und im Jahr 1989 eröffnet. Es ist nach General Seyni Kountché benannt, dem 1987 verstorbenen Präsidenten der Republik Niger. 1999 wurde es renoviert und erweitert. 2005 fanden die 5. Spiele der Frankophonie und 2009 die 1. Spiele der CENSAD im Stadion statt.

## Galerie

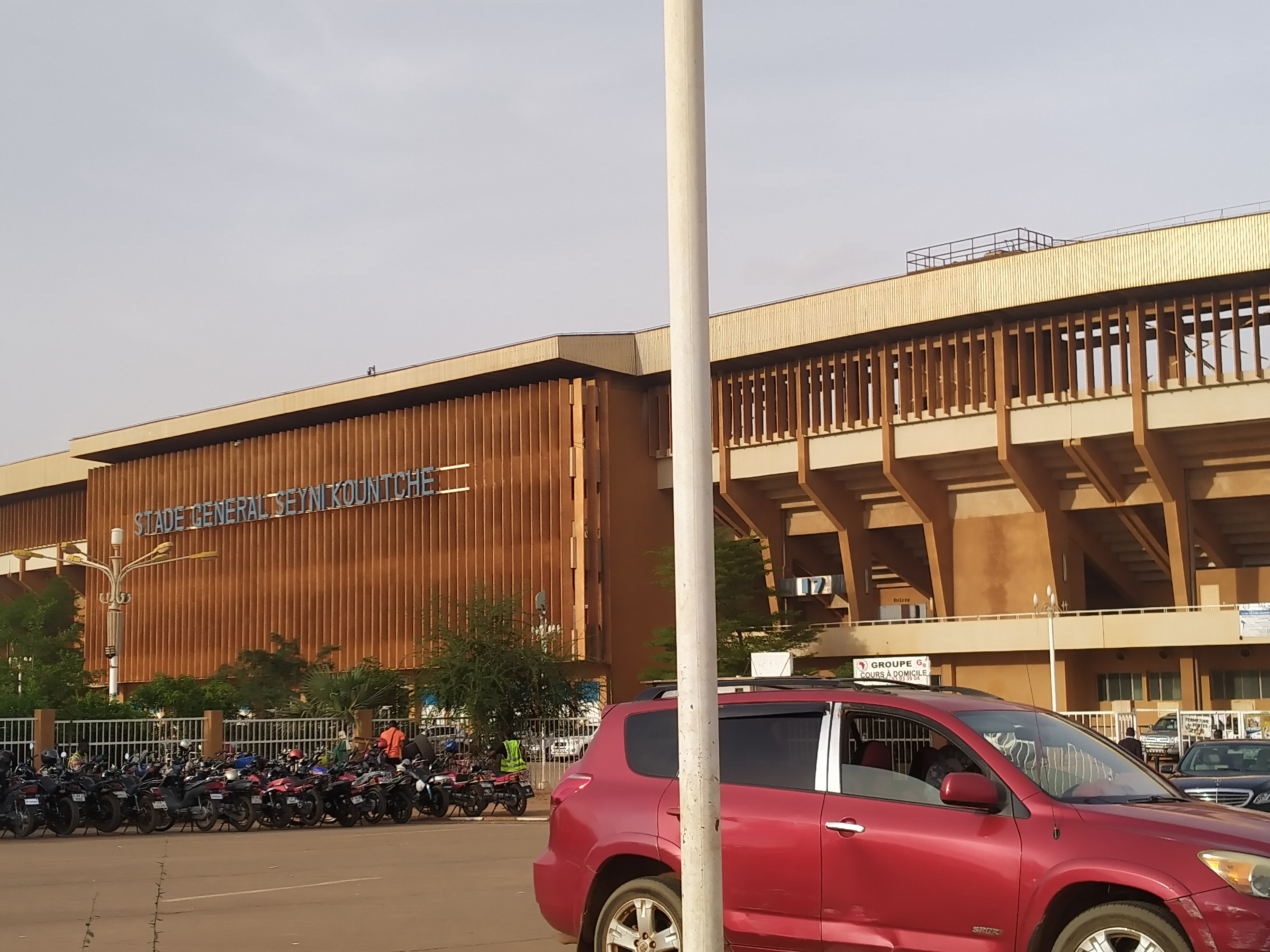
Außenansicht des Stadions (2022)
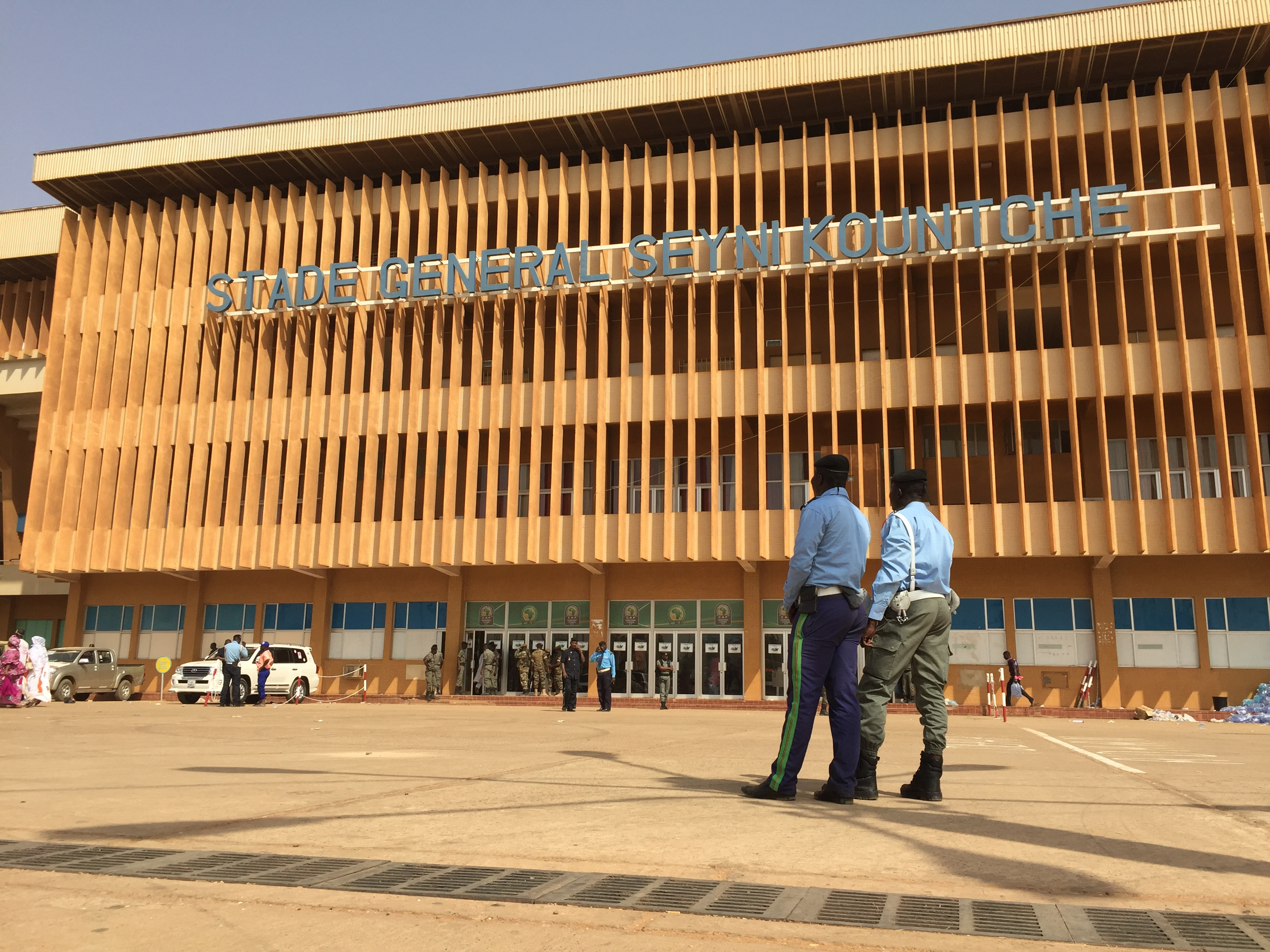
Sicherheitskräfte vor dem Stadion (2016)
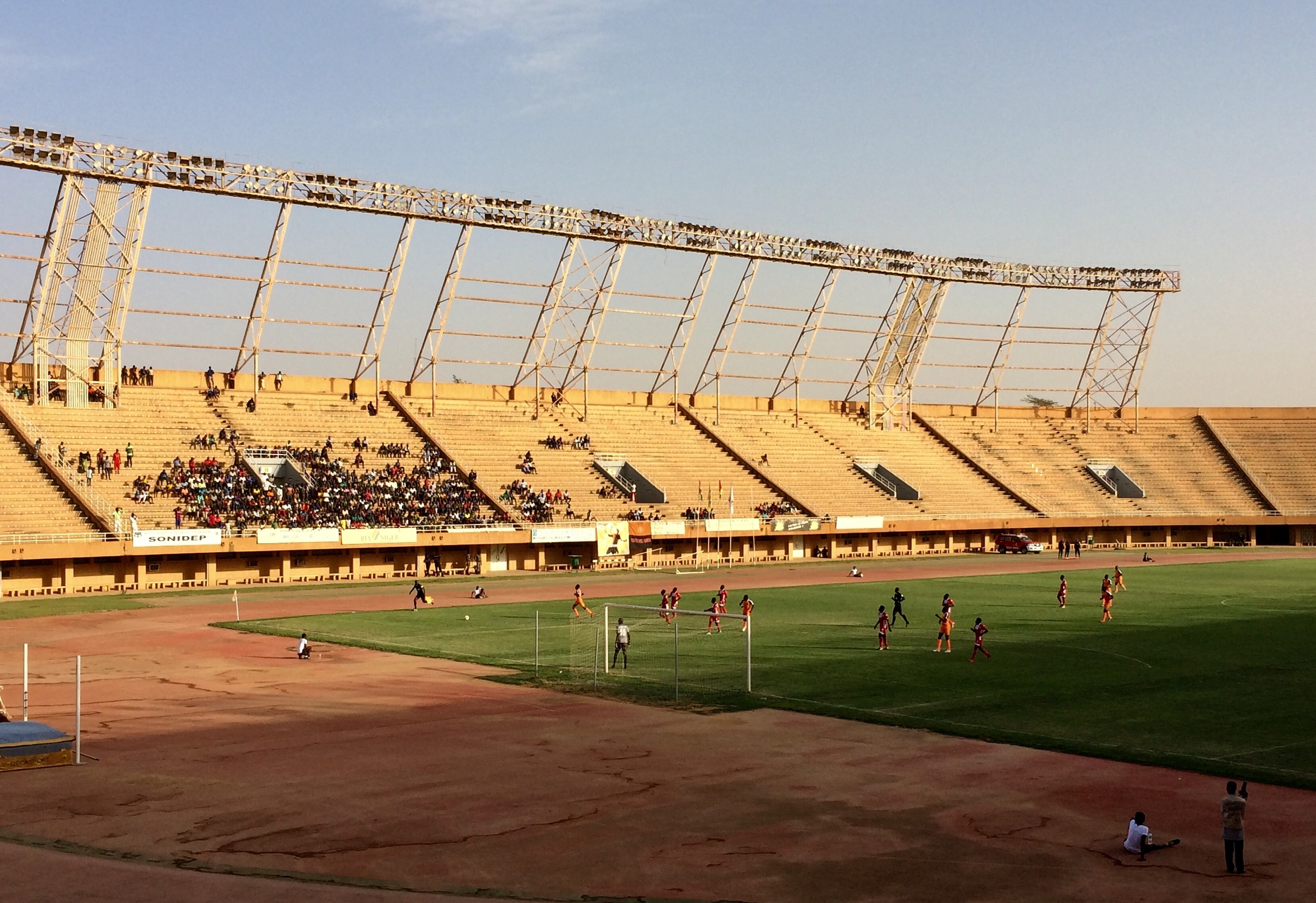
Ein Fußballspiel im Stadion (2018)
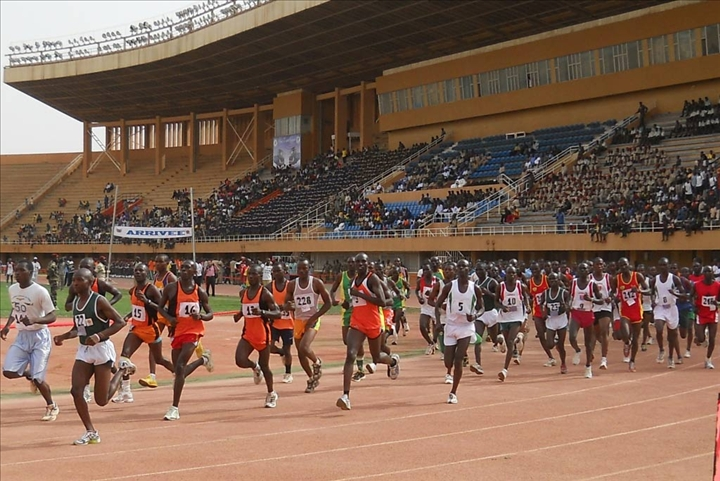
Läufer im Stadion (2011)
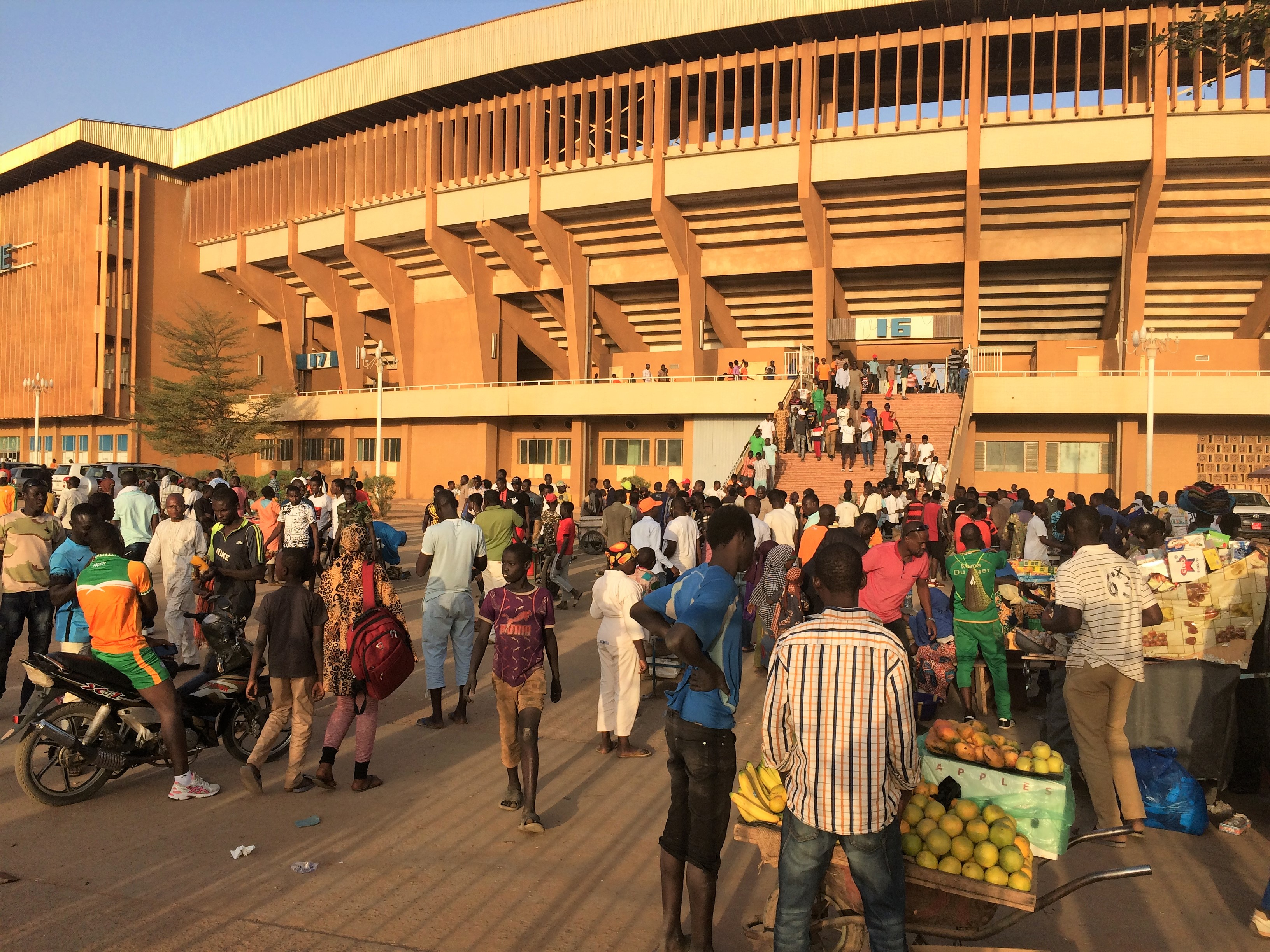
Zuschauer beim Verlassen des Stadions (2018)